# Exoprosopa pavida
Exoprosopa pavida är en tvåvingeart som beskrevs av Samuel Wendell Williston  1901. Exoprosopa pavida ingår i släktet Exoprosopa och familjen svävflugor. Inga underarter finns listade i Catalogue of Life.